# Barthold Georg Niebuhr
Barthold Georg Niebuhr (Copenaghen, 27 agosto 1776 – Bonn, 2 gennaio 1831) è stato uno storico e politico tedesco.

## Biografia
Figlio di Carsten Niebuhr, nacque nella capitale danese Copenaghen dopo che il padre era tornato dall'Oriente ed era impegnato a scrivere il resoconto del suo viaggio in Arabia. La madre, figlia del medico Blumemberg, era originaria della Turingia, anche se era cresciuta a Copenaghen.
Nell'estate del 1778 la famiglia si trasferì a Meldorf, dove il padre Carsten, che era stato un autodidatta, cominciò a impartire al figlio lezioni di storia, geografia, matematica, inglese, francese, latino, e arabo. Qualche tempo dopo fu assunto un insegnante privato per le lezioni di latino e greco, fino a quando il piccolo non lo superò.
Nel 1789 cominciò a seguire le lezioni presso il ginnasio, che frequentò per un anno e mezzo. Nei tre anni successivi fu Jäger, il rettore del ginnasio, a impartirgli giornalmente lezioni individuali di latino e di greco. Il giovane ebbe modo di conoscere anche Johann Heinrich Voss, che ogni estate si recava in visita a Meldorf per andare a trovare il cognato Boie, il quale dal 1781 ricopriva la carica di Landvogt in quella cittadina. Il contatto con Voss rafforzò in lui il desiderio di diventare filologo, mentre il padre, che aveva pensato inizialmente di farne un viaggiatore che continuasse le proprie imprese, si risolse a instradarlo nella carriera diplomatica.

### Studi a Kiel
Dalla Pasqua del 1794 al 1796, essendo già un appassionato di studi classici e conoscendo parecchie lingue moderne, Niebuhr studiò all'Università di Kiel. A Kiel cominciò a frequentare la casa del professore Hensler, e ne conobbe la giovane nuora Dore, che era rimasta vedova, e con la quale avrebbe cominciato un affettuoso rapporto di amicizia destinato a durare per il resto dei suoi giorni.
In quegli anni si accostò al cosiddetto Eutiner Kreis (Circolo di Eutin), di cui facevano parte Voss, Stollberg e Jacobi, e divenne amico del conte Adam Moltke. Dopo avere terminato l'università fu al servizio come segretario privato del conte Schimmelmann, ministro delle finanze danese, dal marzo del 1796 al maggio dell'anno successivo, quando fu assunto come segretario presso la Biblioteca reale di Copenaghen. Ma nel 1798 lasciò questo impiego e, assecondando i desideri del padre, viaggiò in Gran Bretagna, dove passò un anno all'Università di Edimburgo per studiare agricoltura e scienza.

### Al servizio di Danimarca e Prussia
Nel 1799 tornò in Danimarca, dove entrò al servizio dello stato; nel 1800 si sposò con Amalie Behrens, sorella dell'amica Dore, e si stabilì a Copenhaghen. Nel 1804 divenne direttore capo della Banca nazionale, ma nel settembre del 1806 rinunciò per un incarico simile in Prussia.
Arrivò in Prussia alla vigilia della catastrofe di Jena. 
Seguì il governo in fuga a Königsberg, dove rese un servizio considerevole nel commissariato e fu in seguito ancora più utile come commissario del debito pubblico e con la sua opposizione a schemi di tassazione che considerava folli. Fu anche per un breve periodo ministro prussiano nei Paesi Bassi, dove tentò senza successo di contrarre un prestito.

### Storiografo di Corte
L'estrema sensibilità del suo temperamento, tuttavia, lo allontanò dalla politica; era infatti impraticabile nei suoi rapporti con Hardenberg, divenuto cancelliere nel maggio del 1810, e con gli altri ministri, fra cui Schuckmann. Ciò lo portò a ritirarsi per un certo tempo dalla vita pubblica, accettando l'incarico più congeniale di storiografo reale, al posto di Johannes von Müller, e professore di storia nella Università di Berlino da poco fondata, dove il 26 ottobre 1810 cominciò a tenere lezioni di storia romana dopo che nel gennaio dello stesso anno era divenuto membro della Regia Accademia Prussiana delle Scienze.
Iniziò le sue lezioni con un corso sulla storia di Roma, che formò la base del suo lavoro più grande Römische Geschichte (Storia Romana). I primi due volumi, basati sulle sue lezioni, furono pubblicati nel 1812, ma ricevettero poca attenzione poiché tutti gli interessi erano attratti dagli eventi politici.
Nel 1813 anche l'attenzione di Niebuhr fu spostata dalla storia verso la rivolta del popolo tedesco contro Napoleone; Niebuhr entrò nella Landwehr e cercò senza successo di ottenere un'ammissione nell'esercito regolare. Per un po' di tempo fece l'editore di un giornale patriottico, Der Preußische Correspondent, in seguito raggiunse il quartier generale dei sovrani alleati, fu presente alla battaglia di Bautzen, e in seguito fu impiegato in alcuni negoziati minori.
Nel 1815 perse sia il padre sia la moglie. Nel frattempo i contatti che aveva avuto modo di instaurare all'Accademia delle Scienze e all'Università di Berlino con studiosi del calibro di Spalding, Heindorf, Buttmann, Schleiermacher, Nicolovius e Savigny, lo immisero in un circuito culturale di primo livello per quell'epoca.

### Viaggio in Italia
In seguito (1816) accettò il posto di ambasciatore e ministro plenipotenziario presso lo Stato Pontificio per condurre le trattative fra la Santa Sede e la Prussia dirette a concludere un concordato relativo al riordino delle diocesi cattoliche nei territori acquisiti dalla Prussia in seguito al Congresso di Vienna e ad altre questioni.
Dopo aver sposato in seconde nozze Margarethe Hensler, nipote della cognata Dore Hensler, si mise in viaggio verso la città eterna, e durante il tragitto scoprì, nella Biblioteca Capitolare di Verona, il manoscritto palinsesto che conteneva le Istituzioni di Gaio che erano andate perse da molto tempo.
Il testo delle Istituzioni fu poi pubblicato da Göschen, inviato a Verona per trascrivere il testo del palinsesto per incarico dell'Accademia Prussiana delle Scienze dopo che Niebuhr aveva comunicato a Savigny, divenuto suo amico tramite una collaborazione epistolare assidua, la sensazionale scoperta. Durante il proprio lungo soggiorno a Roma Niebuhr scoprì e pubblicò frammenti di Cicerone e di Livio, aiutò Angelo Mai nella sua edizione del De re publica di Cicerone e fu compartecipe nella preparazione del progetto di un grande lavoro, Beschreibung Roms (La descrizione di Roma), basato su una topografia di Roma antica di Christian Charles Josias Bunsen e Ernst Platner (1773-1855), progetto cui contribuì con parecchi capitoli.

### Filologo
Durante il viaggio di ritorno in Germania decifrò anche, in un palinsesto conservato all'abbazia di San Gallo, frammenti di Merobaude, un poeta romano del V secolo.
Nel 1823 si dimise dall'ambasciata e si stabilì all'università di Bonn, dove passò il resto della sua vita, con l'eccezione di alcune visite a Berlino come membro del Consiglio di stato. A Bonn riscrisse e ripubblicò (1827-1828) i primi due volumi della sua Storia romana e compose un terzo volume, portando l'esposizione fino alla conclusione della Prima guerra punica, che, con l'aiuto di un frammento scritto nel 1831, fu pubblicato dopo la sua morte (1832) da Johannes Classen. Inoltre collaborò all'edizione di August Bekker della storia dell'impero bizantino e pubblicò molte dispense sulla storia antica, etnografia, geografia e sulla Rivoluzione francese.

### Morte

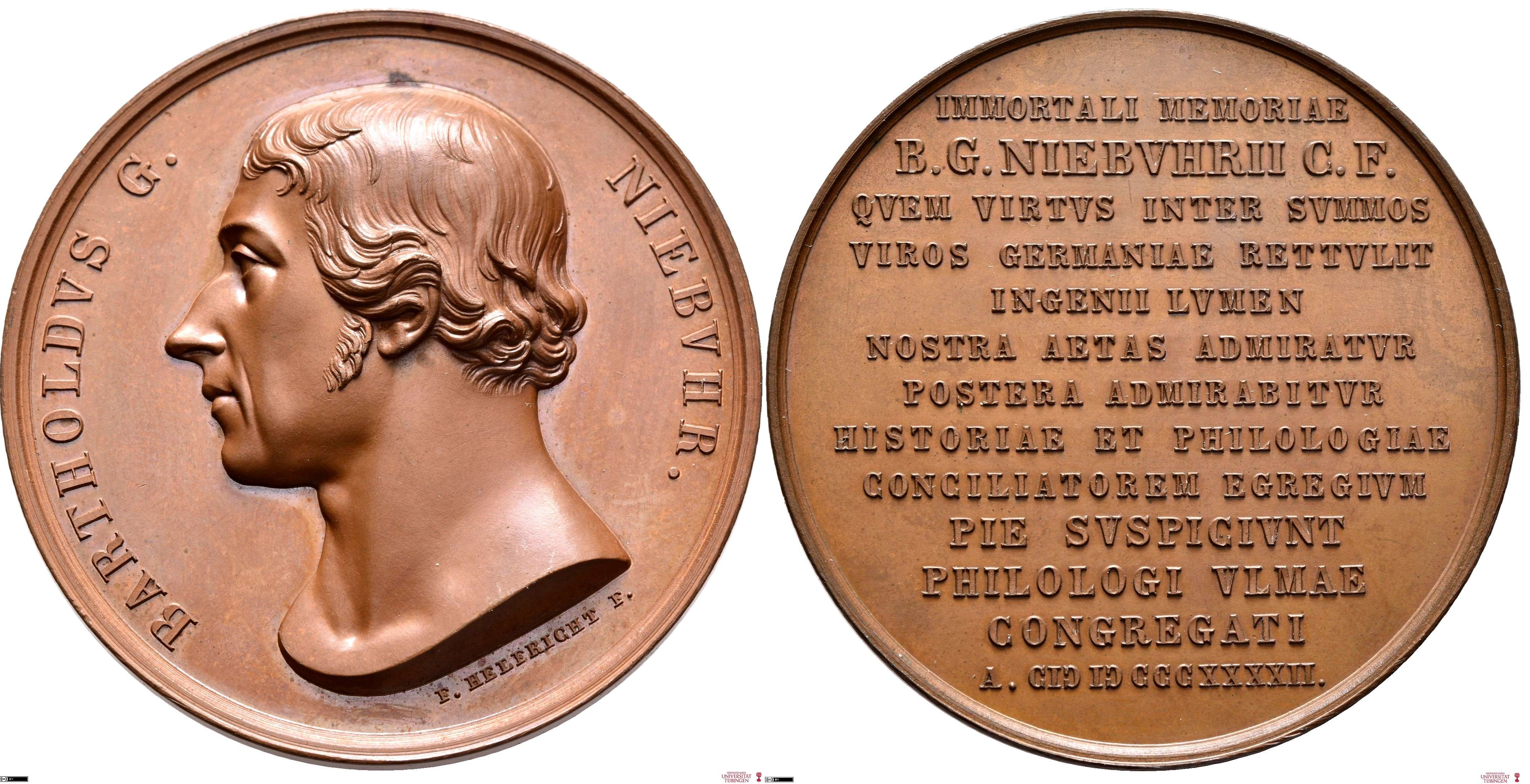
Medaglia commemorativa di Barthold Georg Niebuhr (1842)

Nel febbraio 1830 la sua casa andò distrutta in un incendio, ma la maggior parte dei suoi libri e manoscritti fu salvata. La rivoluzione di luglio dello stesso anno fu un colpo terribile per lui e lo riempì di foschi presagi sul futuro dell'Europa. Morì nel gennaio del 1831 per una polmonite contratta mentre tornava a casa durante le festività natalizie.
Nel 1842, dopo la sua morte, gli venne dedicata una medaglia.

## Storia di Roma
La Römische Geschichte (letteralmente: Storia romana) di Niebuhr è nell'elenco delle storiografie che fanno epoca, sia perché segnano un'era nello studio di soggetti speciali, sia per l'influenza sulla concezione generale della storia. "Il risultato principale" - dice Leonhard Schmitz - "raggiunto dalle ricerche di Niebuhr, come le sue opinioni sulla popolazione antica di Roma, l'origine della plebe, i rapporti fra patrizi e plebei, la natura reale dell'ager publicus e di molti altri punti interessanti, sono stati accettati da tutti i suoi successori." Altre presunte scoperte, come la costruzione dell'iniziale storia romana sulla base dei primi poemi tradizionali, non sono state ugualmente fortunate; ma anche se ogni conclusione di Niebuhr fosse stata confutata, la sua pretesa di essere considerato il primo studioso a essersi occupato della storia antica di Roma con uno approccio scientifico rimarrebbe indiscutibile e i nuovi principi da lui introdotti nella ricerca storica non perderebbero la loro importanza. Niebuhr ha suggerito, sebbene non l'abbia elaborata, la teoria del mito, uno strumento così potente nella moderna critica storica; ha introdotto l'inferenza e la deduzione per supplire alle carenze di tradizioni screditate e ha mostrato la possibilità di scrittura della storia in assenza di fonti originali. Con la sua teoria sulle dispute fra patrizi e plebei che traevano la propria origine da differenze etniche, Niebuhr ha attirato l'attenzione sull'importanza immensa delle distinzioni etniche e ha contribuito alla rinascita di queste divergenze come fattori nella storiografia moderna. Più di tutti, forse, poiché la sua concezione della storia romana antica ha reso le leggi e le norme più comprensibili, ha influenzato involontariamente la storia popolarizzando quelle concezioni che ne sottolineano le istituzioni, le tendenze e le caratteristiche sociali.
Molte delle sue posizioni sono state criticate, altre, invece, continuano a tramandarsi indisturbate nei manuali di storia romana senza essere state sottoposte a un'attenta revisione.

## Rapporto con gli italiani
La posizione di Niebuhr sugli italiani in generale è stata sempre molto critica. Il clamore del ritrovamento del Gaio aveva dato fama allo scopritore, ma ciò nonostante il suo animo fu attanagliato dall'amarezza e dal risentimento. Tendenzialmente ipocondriaco, si destarono in cuor suo sensazioni sgradevoli destate da un paese del quale detestava il clima, il cibo, la gente e del quale disprezzava studi e costumi.
Il pregiudizio antimeridionale lo aveva accompagnato fin dalla partenza; non era giunto a Bologna che si affrettava a prevedere "più abita a sud, più è barbaro". Nel 1820, allarmato dalla vicinanza geografica dei moti napoletani, il malessere raggiunse punte nevrotiche: "Una rivoluzione in queste terre è assolutamente uguale a una ribellione di negri". In occasione di una malattia del figlio, manifestò tutto il suo disgusto per i medici e la città di Roma. Espressioni di questo tenore sono presenti in tutto il suo epistolario.
Inoltre, la scoperta veronese gli costò maldicenze e rancori culminati in situazioni in cui era finito accusato di aver sottratto i manoscritti originali ritrovati a Verona. Hugo riferisce infatti di colleghi che avrebbero volentieri "dato 50 talleri ai poveri se Niebuhr si fosse rotto il collo lungo il viaggio, invece di scoprire il Gaio a Verona".